# Fabrice Olinga
Fabrice Olinga Essono (Douala, 1996. május 12. –) kameruni válogatott labdarúgó, jelenleg kölcsönben a Zulte-Waregem játékosa. Posztját tekintve csatár.